# Akatopora tincta
Akatopora tincta is een mosdiertjessoort uit de familie van de Antroporidae. De wetenschappelijke naam van de soort is voor het eerst geldig gepubliceerd in 1930 door Hastings.